# Ponte das Acacias
A Ponte das Acacias (em francês:  Pont des Acacias) é uma ponte sobre o rio Arve na comuna suíça de Les Acacias em Genebra, na Suíça.

## Características
A Ponte das Acacias foi construído entre 1955 e 1957. Trata-se de uma ponte em cimento armado de um só arco, cuja construção está ligada com o acesso á zona agrícola de Les Vernets dos anos 1810.
A sétima ponte mais a montante do rio Arve depois de ter entrado na Suíça pelo cantão de Genebra, a ponte das Acacias é com a ponte de Carouge as que são utilizadas pelos elétricos desde a inauguração da linha 15 pelos Transportes públicos de Genebra.
A Exposição nacional suíça de de 1896 que teve lugar em Genebra permitiu o desenvolvimento da zona industrial das Acacias que assim ficou bem servida com a ponte que a liga ao quarteirão do Plainpalais.
Em 2004 foi usada uma via para permitir a passagem dos elétricos. 